# Lutas nos Jogos Sul-Americanos de 2010
As competições de lutas nos Jogos Sul-Americanos de 2010 ocorreram entre 24 e 26 de março na Unidad Deportiva Atanasio Girardot, em Medellín. Quinze eventos foram disputados.

## Calendário
| Março                | 17 | 18 | 19 | 20 | 21 | 22 | 23 | 24 | 25 | 26 | 27 | 28 | 29 | 30 | T  |
| -------------------- | -- | -- | -- | -- | -- | -- | -- | -- | -- | -- | -- | -- | -- | -- | -- |
| Levantamento de peso |    |    |    |    |    |    |    | 7  | 6  | 7  |    |    |    |    | 20 |

## Medalhistas

### Greco-romana
Masculino
| Evento     | Ouro                               | Prata                                 | Bronze                                                       |
| Até 55 kg  | Andrés Roberto Montaño ECU Equador | Andrés Giovanni Taborda COL Colômbia  | José Luis Magallanes PER Peru Jorge Cardozo VEN Venezuela    |
| Até 60 kg  | Iván de Jesus COL Colômbia         | Wuileixis Rivas VEN Venezuela         | Paul Antonio Sobrado PER Peru Mauricio Atamaint ECU Equador  |
| Até 66 kg  | Francisco Barrio ARG Argentina     | Manuel Torres VEN Venezuela           | Angelo Moreira BRA Brasil Julio César Cuenu Saa COL Colômbia |
| Até 74 kg  | Alexander Brazon VEN Venezuela     | Sixto César Barrera Ochoa PER Peru    | José Uber Escobar COL Colômbia Felipe Macedo BRA Brasil      |
| Até 84 kg  | Edy Bartolozzi VEN Venezuela       | Cristian Ferney Mosquera COL Colômbia | Marcelo Gomes BRA Brasil Pool Edinson Ambrocio PER Peru      |
| Até 96 kg  | Erwin Caraballo VEN Venezuela      | Raul Andrés Angulo COL Colômbia       | Rubén Efrain Walesberg ARG Argentina Davi Albino BRA Brasil  |
| Até 120 kg | Rafael Barreno VEN Venezuela       | Víctor Alfonso Asprilla COL Colômbia  | Maicon Steindorff BRA Brasil Sandro López ARG Argentina      |

### Livre
Masculino
| Evento     | Ouro                                         | Prata                                        | Bronze                                                                           |
| Até 55 kg  | Fredy Alejandro Serrano Sichaca COL Colômbia | Fernando Paredes VEN Venezuela               | Juan Carlos Valverde Carreño ECU Equador Arturo Davi Soto Aliaga PER Peru        |
| Até 60 kg  | Nelson Enrique García Ramos COL Colômbia     | Abel Gerald PER Peru                         | Fernando Iglesias ARG Argentina César Roberty VEN Venezuela                      |
| Até 66 kg  | Yoan Blando Reinoso ECU Equador              | Gluis Fuentes VEN Venezuela                  | José Luis Paico Morales PER Peru Raoni Barcelos BRA Brasil                       |
| Até 74 kg  | Ricardo Roberty VEN Venezuela                | Rosalio Medrano Gulfo COL Colômbia           | Daniel Malvino BRA Brasil David Cubas Ypanaque PER Peru                          |
| Até 84 kg  | José Díaz VEN Venezuela                      | Jarlis Ariel Mosquera COL Colômbia           | Maier Yuri ARG Argentina Pool Edinson Ambrocio PER Peru                          |
| Até 96 kg  | Luis Vivenes VEN Venezuela                   | Diego Rodrigues BRA Brasil                   | Juan Esteban Martínez Ibarguen COL Colômbia Rubén Efrain Walesberg ARG Argentina |
| Até 120 kg | Antoine Jaoude BRA Brasil                    | Fabián Aldemiro Zapata Carabali COL Colômbia | Yonsy Sánchez VEN Venezuela Sandro López ARG Argentina                           |

Feminino
| Evento    | Ouro                                  | Prata                                         | Bronze                                                                         |
| Até 48 kg | Mayelis Caripa VEN Venezuela          | Carolina Castillo Hidalgo COL Colômbia        | Flor Quispe Cordova PER Peru Katiuska Jaqueline Toaza Avelino ECU Equador      |
| Até 51 kg | Gloria Rivas Gómez COL Colômbia       | Agnis Rivas VEN Venezuela                     | Luisa Elizabeth Valverde Melendres ECU Equador Patricia Bermúdez ARG Argentina |
| Até 55 kg | Daney Lisbeth Cespedes Rojas PER Peru | Lissette Alexandra Antes Castillo ECU Equador | Leidy Marcela Izquierdo Méndez COL Colômbia Mirna Henríquez VEN Venezuela      |
| Até 59 kg | Jackeline Rentería COL Colômbia       | Joice Silva BRA Brasil                        | Jessica Stefania Zuñiga Morales ECU Equador Millie Aguilar VEN Venezuela       |
| Até 63 kg | Sandra Roa Velandia COL Colômbia      | Maried Bracho VEN Venezuela                   | Dailane Reis BRA Brasil María Elizabeth Antes Castillo ECU Equador             |
| Até 67 kg | Gloria Zabala VEN Venezuela           | Sandra Castillo Amado COL Colômbia            | Sandra Esther Mina Estupinan ECU Equador Gilda Oliveira BRA Brasil             |

## Quadro de medalhas
| Ordem | País      | Medalha de ouro | Medalha de prata | Medalha de bronze | Total |
| ----- | --------- | --------------- | ---------------- | ----------------- | ----- |
| 1     | Venezuela | 9               | 6                | 5                 | 20    |
| 2     | Colômbia  | 6               | 9                | 4                 | 19    |
| 3     | Equador   | 2               | 1                | 7                 | 10    |
| 4     | Brasil    | 1               | 2                | 9                 | 12    |
| 5     | Peru      | 1               | 2                | 8                 | 11    |
| 6     | Argentina | 1               |                  | 7                 | 8     |
| TOTAL | TOTAL     | 20              | 20               | 40                | 80    |